# Sharon Draper

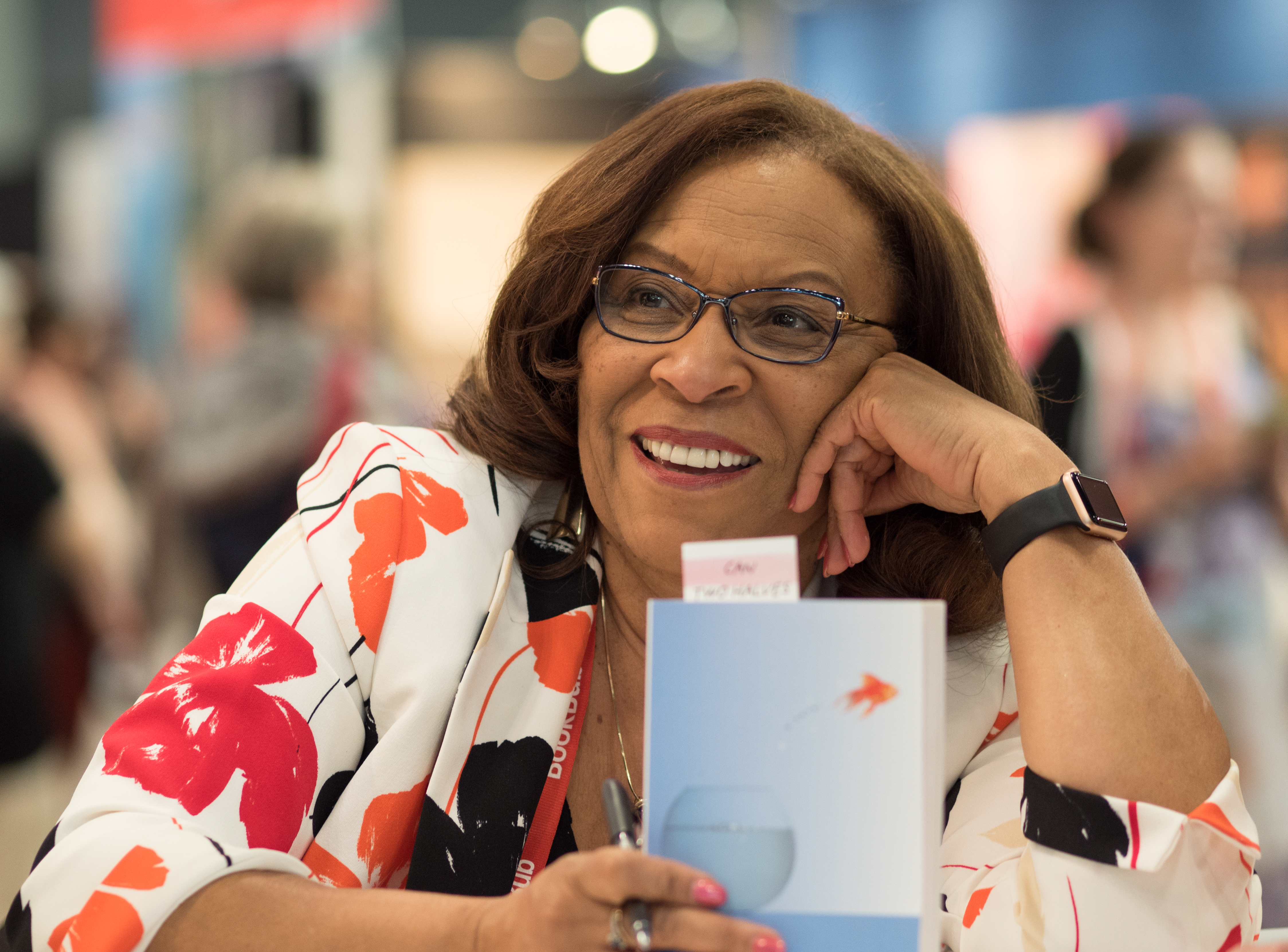
Draper a BookExpo Amèrica el 2018

Sharon Mills Draper (Cleveland, Ohio, el 21 d'agost de 1948) és una mestra i escriptora de literatura infantil i de novel·les afroamericana estatunidenca que al 1997 va esdevenir la Professora Nacional dels Estats Units de l'any. Ha guanyat cinc vegades el premi Coretta Scott King per a llibres sobre l'experiència afroamericana. És coneguda sobretot per les seves sèries de llibres Hazelwood i Jaricho i per la seva novel·la històrica Copper Sun. El 2015 va guanyar el premi Margaret A. Edwards de l'Associació de Biblioteques dels Estats Units que reconeix l'obra d'un escriptor per la seva contribució a la literatura juvenil.

## Vida personal
Draper va néixer a Cleveland i es va llicenciar a la Universitat de Pepperdine. Participa activament en les activitats del YMCA de Cincinnati i és membre del Consell Nacional de Mestres d'Anglès i de l'Associació de Lectura Internacional.
Ha viatjat molt i ha participat en molts programes de ràdio i televisió al llarg del país parlant sobre literatura, lectura i educació. És una conferenciant que s'ha adreçat a grups literaris i educacionals de totes les edats, tant als Estats Units com a altres països, i ha fet lectures de les seves obres.
Viu amb el seu marit a Cincinnati, amb qui tenen 12 fills. Una de les seves filles té paràlisi cerebral, una malaltia que comparteix el protagonista de la seva novel·la Out of My Mind (Fora de mi).

## Premis i honors
Ha guanyat el premi nacional d'educació donat per la fundació Milken Family i és artista resident del Museu Taft. Igualment, ha obtingut el premi del degà de l'escola d'educació de la Universitat de Howard, el premi d'alumna distingida de la Universitat de Pepperdine, el premi d'excel·lència en l'educació Marva Collins, i el premi del lideratge educatiu del Governador. Ha estat nomenada pionera d'Ohio en educació pel departament d'educació de l'estat d'Ohio, ha rebut el premi Beacon of Light Huamanitarian i s'ha doctorat en lleis a la Universitat de Pepperdine. El 2011 va rebre el 33è premi anual Jeremiah Ludington Memorial.
Fora de mi va guanyar el premi de lectura Sasquatch que atorguen els lectors de l'estat de Washington i el 2013 va guanyar el premi Bluestem d'Illinois, la California Young Reader Medal i el premi de joves lectors de Nevada.

## Obres
Dues de les novel·les que conformen la trilogia Out of my Mind (Fora de mi) han estat traduïdes al català.

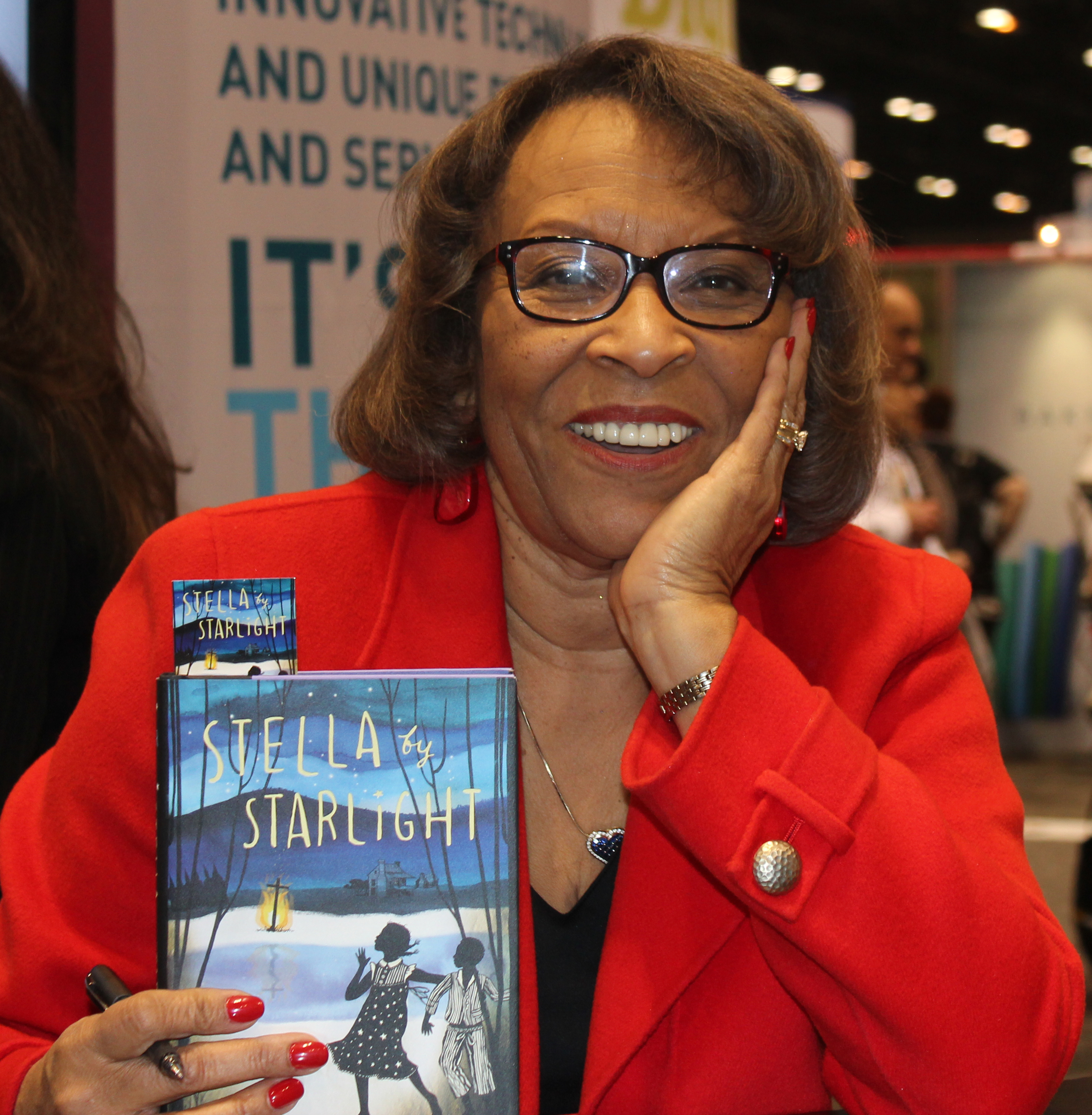
Draper in 2015

### Trilogia Hazelwood High
- Tears of a Tiger (Simon & Schuster, 1994) ISBN 9780689318788
- Forged by Fire (S&S, 1997) ISBN 9780689806995
- Darkness Before Dawn (S&S, 2001) ISBN 9780689830808

### Sèrie Jericho
- The Battle of Jericho (S&S, 2003) ISBN 9780756939267
- November Blues (S&S, 2007) ISBN 9781416906988
- Just Another Hero (S&S, 2009) ISBN 9781416995210

### Sèrie Sassy
1. Sassy: Little Sister Is Not My Name (Scholastic Press, 2009)
2. Sassy: The Birthday Storm (Scholastic, 2009)
3. Sassy: The Silver Secret (Scholastic, 2010)
4. Sassy: The Dazzle Disaster Dinner Party (Scholastic, 2010)

### SèrieZiggy and the Black Dinosaurs
1. The Buried Bones Mystery (S&S, 1994)
2. Lost in the Tunnel of Time (S&S, 1996)
3. Shadows of Caesar's Creek (S&S, 1997)
4. The Space Mission Adventure (S&S, 2006)
5. The Backyard Animal Show (S&S, 2006)
6. Stars and Sparks on Stage (S&S, 2007)

### Trilogia Out of my Mind
- Out of my Mind (S&S, 2010) ISBN 9781416971719 - Fora de mi (Cruïlla, 2013)
- Out of my Heart (S&S 2021) - Des del fons del cor (Cruïlla, 2023)
- Out of my Dreams (S&S 2024)

### Novel·les autònomes
- Romiette and Julio (S&S, 1999) ISBN 9781442428850
- Double Dutch (S&S, 2002)
- Copper Sun (S&S, 2006) ISBN 9780689821813
- Fire from the Rock (Dutton Children's Books, 2007)
- Panic (S&S Atheneum Books, 2013) ISBN 9781442408982
- Stella by Starlight (Atheneum Books, gener de 2015) ISBN 9781442494992

### Assaig
- Teaching from the Heart: reflections, encouragement, and inspiration (Portsmouth, NH: Heinemann, 2000), LCCN 99039534-{{{3}}}
- Not Quite Burned Out, But Crispy around the Edges: inspiration, laughter, and encouragement for teachers (Heinemann, 2001), LCCN 2001020423-{{{3}}}
- We Beat the Street (Dutton, 2005)